# Phố à, phố ơi...
Phố à, phố ơi... là album phòng thu thứ mười hai của nữ ca sĩ người Việt Nam Hồng Nhung, do Viet Vision Entertainment phát hành vào ngày 17 tháng 12 năm 2017. Là một album theo thể loại nhạc semi-pop pha electro, album mang chủ đề chính về nỗi vấn vương cho quãng giao thời giữa một Hà Nội xưa và một Hà Nội nay. Album do Hồng Nhung, Cao Trung Hiếu và Nguyễn Hoài Sa chịu trách nhiệm sản xuất, với đĩa đơn đầu tiên từ album được phát hành là "Cây bàng của cha" vào ngày 10 tháng 10 năm 2014, và đĩa đơn thứ hai là "Về với đông" vào ngày 23 tháng 1 năm 2017. Hồng Nhung có tham gia viết lời cho ba bài hát trong album.
Là album lấy chủ đề về một Hà Nội giao thời giữa cũ và mới, Phố à, phố ơi... được thai nghén từ những năm 2013 và vốn được hoàn thiện để được phát hành trong năm 2014. Tuy nhiên khi album gần hoàn thiện, cô và nhạc sĩ Hoài Sa lại quyết định bỏ toàn bộ để thực hiện lại sản phẩm theo thông điệp và phong cách âm nhạc mới mẻ, thử thách hơn. Các bài hát trong album đều được thực hiện rất nhiều lần, trong đó có những bài hát do ba, bốn nhạc sĩ phối khí. Phố à, phố ơi... nhận được nhiều lời khen ngợi từ giới chuyên môn, và nhận được một đề cử giải Âm nhạc Cống hiến lần thứ 14 cho hạng mục Album của năm. Trước đó, đêm nhạc quảng bá Phố à phố ơi... Bống à Bống ơi! được diễn ra vào tháng 12 năm 2015 tại Hà Nội cũng nhận được đề cử giải Âm nhạc Cống hiến lần thứ 12 cho Chương trình của năm.

## Bối cảnh
Dự án được thực hiện trong vòng 4 năm, trong đó có những bài hát được gửi cho ba, bốn nhạc sĩ phối mới có thể chọn ra bản phối ưng ý. Thời điểm "Cây bàng của cha" ra mắt vào tháng 10 năm 2014, dự án Hồng Nhung hát Hà Nội: Phố à, phố ơi... đã được Hồng Nhung ấp ủ hơn một năm. Năm 2014, Hồng Nhung cùng nhạc sĩ Hoài Sa đã cùng ra Hà Nội để thực hiện dự án theo một hướng khác, giữ đúng chất semi-pop của cô – đánh dấu sự hợp tác trở lại giữa cả hai từ sau album Như cánh vạc bay (2006). Nhưng khi album gần hoàn thiện, cả hai lại quyết định bỏ toàn bộ để thực hiện lại sản phẩm theo thông điệp và phong cách âm nhạc mới mẻ, thử thách hơn. Đến tháng 10 năm 2015, Hồng Nhung cho biết cô vẫn chưa thực hiện xong album. Nữ ca sĩ cũng cho biết cô cùng Hoài Sa "đã bỏ đi không chỉ một album".
Trong đêm nhạc Tình yêu Hà Nội phố vào ngày 26 tháng 8 năm 2017 tại Hà Nội, Hồng Nhung tiết lộ album mới về Hà Nội sắp ra mắt của cô sẽ có sự góp giọng của Vũ Cát Tường – học trò của Hồng Nhung từ chương trình Giọng hát Việt mùa 2.

## Ý tưởng
Phố à, phố ơi... là một album lấy chủ đề về Hà Nội – thành phố thủ đô của Việt Nam. Khác với các bài hát trong album phòng thu đầu tay của Hồng Nhung là Đoản khúc thu Hà Nội (1997), nội dung của Phố à, phố ơi... "mang đậm hơi thở của cuộc sống hiện đại với những tiết tấu của âm nhạc hôm nay". Trong album, nhiều hình ảnh đặc trưng về Hà Nội đã được thể hiện trong phần lời của các bài hát, như khu phố cổ, gió mùa Đông Bắc, cây bàng, hay đám bạn thời nhỏ, bóng dáng người bà, người mẹ, người cha của nữ ca sĩ. Nhân vật trữ tình xuyên suốt là phố và "tôi", trong đó phố như người bạn lâu năm, một người thân, người thương cũ của Hồng Nhung. Theo nhạc sĩ Lưu Hà An, tác giả của bài hát chủ đề album, thì lời gọi "Phố ơi phố à" vừa là "tiếng gọi thân thương của người con Hà Nội gửi tới nơi chôn rau cắt rốn", vừa là "tiếng à ơi ru phố, ru một Hà Nội của thời đã qua".
Có nỗi vấn vương cho quãng giao thời giữa một Hà Nội xưa và một Hà Nội nay. Nhiều người luyến tiếc, nhưng tôi thì không. Vì để có một xã hội phát triển, ta phải chấp nhận một số hi sinh. Giao thời có thể làm mất đi một phần ký ức tươi đẹp. Nhưng với tôi lại khác, bởi tôi đã ôm ấp ký ức quê hương trong tâm hồn mình, sẽ chẳng bao giờ phai nhạt, rồi hoà vào dòng người đông đúc đang xoay vần sự chuyển mình tất yếu của một thành phố được hiện đại hoá mỗi ngày. Làm sao tránh khỏi bụi khó, tiếng ồn... khiến ngơ ngác những mảnh đời đã gắn vào bức tranh của những "phố à, phố ơi", khắc khổ dáng cây bàng cong, lấp lánh bóng mặt hồ, chấp chới cánh sâm cầm, ngạt ngào mùi hoa sữa...— Hồng Nhung, Tuổi Trẻ Online & Thanh Niên

Hồng Nhung cho biết qua album Phố à, phố ơi..., cô muốn gửi gắm suy nghĩ: "Hà Nội không dành riêng cho những người chỉ sinh ra và lớn lên, có hộ khẩu. Ai ghé ngang qua, phải lòng Hà Nội, cũng có thể xem đây là quê hương của mình."

## Sáng tác và thu âm
So với album phòng thu đầu tay Đoản khúc thu Hà Nội, các bài hát trong Phố à, phố ơi... đều do các nhạc sĩ trẻ sáng tác, với phần lời và ca từ không còn đậm tính văn chương, trau chuốt mà giản dị hơn. Album bao gồm các bài hát đã được nhiều nghệ sĩ khác thể hiện trước đó như "Cây vĩ cầm", "Đêm nằm mơ phố" và "Phố cổ", cũng như các sáng tác mới được các nghệ sĩ sáng tác dựa trên chính những kỷ niệm thời thơ ấu của Hồng Nhung với Hà Nội như "Phố à phố ơi", "Cây bàng của cha", "Về với đông", "Phố thu" và "Thư Hà Nội". Các bài hát này đều đã được "làm đi làm lại nhiều lần, có ca khúc do ba, bốn nhạc sĩ phối khí". Đây là một album theo thể loại nhạc semi-pop pha electro, được Hồng Nhung chú trọng về kỹ thuật thanh nhạc, với những đoạn "hát không ngân dài, có khi lại nối thành một hơi". Nữ ca sĩ cho biết những nhấn nhá khi hát không phải là tính toán có chủ đích mà là do chính cô cảm thấy cần phải thể hiện như vậy, làm sao để "hát lên nghe như một tiếng thở".
"Tôi xưa nay Hà Nội", bài hát mở đầu album do Hồng Nhung và Vũ Cát Tường sáng tác và trình bày, được phát triển từ một đoạn nhạc ngẫu hứng của Vũ Cát Tường từ năm 2015. Nội dung bài hát là hai góc nhìn về Hà Nội, trong đó Hồng Nhung "là một người con của Hà Nội và kể về Hà Nội ngày xưa", còn Vũ Cát Tường thì là một "người trẻ, đến đây làm việc và phải lòng mảnh đất này. Hà Nội chính là điều kết nối giữa hai câu chuyện, hai tình cảm ấy". Tiêu đề bài hát "phản ánh một Hà Nội giao thời giữa hiện tại và quá khứ, những sung sướng hôm nay và đau khổ đã qua." Bài hát chủ đề của album, "Phố à phố ơi", kể về những kỷ niệm thời ấu thơ của Hồng Nhung – "người con gái mang tên một nhành hoa" – trong trong căn nhà trên đường Điện Biên Phủ, Hà Nội cùng những rung động đầu đời của người thiếu nữ, trong đó lời gọi "Phố ơi phố à" giống như "lời của người đi xa nay trở về, lưu luyến rồi vẫn phải đi xa". Nhạc sĩ Lưu Hà An – người trước đây từng sáng tác hai bài hát "Nghịch nắng" và "Trở về" trong album Vòng tròn – cho biết ngày bé anh cũng từng đi học qua đường Điện Biên Phủ nên cũng có nhiều cảm xúc với con phố này, điều đó đã tạo cho anh cảm xúc để sáng tác nhạc phẩm.
"Về với đông" là một sáng tác của nhạc sĩ Vũ Minh Tâm; tác phẩm này – trước đó dưới sự thể hiện của nữ ca sĩ Nhật Thủy – đã mang về cho Vũ Minh Tâm giải Bài hát của năm và giải Hội đồng báo chí bình chọn tại chương trình Bài hát Việt 2015. Nội dung bài hát viết về Hà Nội với hình ảnh gia đình cùng tiếng lòng của người con xa xứ, xa cái lạnh đặc biệt của mùa đông Hà Nội cùng ước mong được trở về đoàn tụ cái Tết đoàn viên. Bản phối của "Về với đông" được thực hiện theo phong cách semi-pop, với phần âm nhạc do nhạc sĩ Hoài Sa, Vũ Minh Tâm và Nguyễn Hữu Vượng đảm nhiệm. "Giấc mơ tôi (My Dream)" là bài hát do chính Hồng Nhung sáng tác, lấy cảm hứng từ những năm tháng tuổi thơ tự tạo niềm vui với âm nhạc; bài hát này trước đó đã được Hồng Nhung trình diễn trong nhiều chương trình ca nhạc. "Cây bàng của cha" – bài hát thứ năm trong album và cũng là đĩa đơn đầu tiên được phát hành – là bài hát được sáng tác bởi nhạc sĩ Lưu Hà An cùng phần hòa âm do đạo diễn âm nhạc Hoài Sa cùng nhạc sĩ Hoàng Anh đảm nhiệm, với nội dung là những tâm sự, chia sẻ về người cha và về một Hà Nội xưa với tuổi thơ hồn nhiên, sống chan hòa với thiên nhiên, cùng những mối quan hệ với thầy cô, bạn bè, gia đình. Hồng Nhung cho biết cô rất thích cách Lưu Hà An chuyển tải nhịp điệu và ca từ trong bài hát.
"Cây vĩ cầm" là sáng tác đầu tay của nhạc sĩ Lê Yến Hoa, được cô viết dựa trên câu chuyện có thật để tặng bố mình và ra mắt trong chương trình Bài hát Việt năm 2007. Bài hát thứ bảy là "Phố cổ" – một bài hát do Nguyễn Duy Hùng sáng tác từ năm 2005 và đã được công chúng biết đến trước đó qua bản thu thử của nữ ca sĩ Thùy Chi. "Đêm nằm mơ phố" cũng là một sáng tác cũ do nhạc sĩ Việt Anh chắp bút từ khoảng năm 2001, từng được Thu Phương lựa chọn làm bài hát chủ đề của album phòng thu cá nhân. Với sáng tác của Nguyễn Vĩnh Tiến mang tên "Thư Hà Nội", Hồng Nhung chủ đích lựa chọn bài hát làm nhạc phẩm kết thúc album và chỉ mất hai lần để thu âm.

## Phát hành và quảng bá
Album Phố à, phố ơi... ban đầu dự kiến được ra mắt vào cuối năm 2014 – sau khi đĩa đơn "Cây bàng của cha" được phát hành – cùng với một đêm nhạc hát về Hà Nội của riêng Hồng Nhung. Tuy vậy đến tháng 10 năm 2015, Hồng Nhung cho biết cô vẫn chưa thực hiện xong album. Hồng Nhung tổ chức buổi họp báo ra mắt Phố à, phố ơi... vào ngày 16 tháng 12 năm 2017 tại Thành phố Hồ Chí Minh; album được phát hành rộng rãi từ ngày 17 tháng 12 năm 2017 dưới định dạng đĩa CD và ngày 18 tháng 12 năm 2017 trên các nền tảng nhạc số toàn cầu. 1.000 bản đĩa CD đã được tiêu thụ ngay trong buổi ra mắt album. Hồng Nhung cho biết đội ngũ của cô cũng làm việc với Vietnam Airlines để đưa album vào danh sách phát trên các chuyến bay của hãng.

### Đĩa đơn
"Cây bàng của cha" là đĩa đơn đầu tiên từ dự án Phố à, phố ơi... được Hồng Nhung phát hành vào ngày 10 tháng 10 năm 2014 – tức dịp kỷ niệm 60 năm ngày Giải phóng Thủ đô. Video âm nhạc của bài hát cũng được ra mắt cùng ngày, với hình ảnh Hồng Nhung thu âm bài hát trong phòng thu. Đĩa đơn thứ hai từ album là "Về với đông", ra mắt ngày 23 tháng 1 năm 2017 – thời điểm cận Tết Nguyên Đán Đinh Dậu. Video âm nhạc của "Về với đông" do đạo diễn Vũ Lâm và giám đốc sáng tạo Cao Trung Hiếu dàn dựng, tái hiện lại hình ảnh Hà Nội mùa đông những năm cũ với hình ảnh người Hà Nội xưa đang chuẩn bị đón Tết, cùng những chợ Tết, bếp lửa, cành đào Tết và những món quà quê. Để thực hiện video, đoàn sản xuất phải dàn dựng một phim trường công phu, chi tiết với sự góp sức của 30 thành viên đoàn phim và gần 50 diễn viên cùng tham gia diễn xuất.

### Biểu diễn trực tiếp
Ngày 5 tháng 12 năm 2015, Hồng Nhung tổ chức một đêm nhạc riêng mang tên Phố à phố ơi... Bống à Bống ơi! tại Hà Nội, trong đó cô biểu diễn "những ca khúc chưa từng được công bố, Nhung cùng viết và đặc biệt hơn cả, đều là những ca khúc viết cho Nhung, dành riêng cho Bống". Một trong những bài hát mới được Hồng Nhung thể hiện trong đêm nhạc này là "Phố à phố ơi". Đêm nhạc này ban đầu được lên kế hoạch tổ chức vào cuối năm 2014, cũng là thời điểm ban đầu album Phố à, phố ơi... dự kiến được phát hành. Tới tháng 10 năm 2015, Hồng Nhung cho biết cô vẫn chưa thu âm xong album, còn đêm nhạc riêng của cô sẽ được tổ chức tại Hà Nội vào tháng 12 cùng năm.
Thời điểm album chưa phát hành, các bài hát trong album vẫn được Hồng Nhung biểu diễn tại các đêm nhạc có chủ đề Hà Nội. Ở đêm nhạc 5 giọng ca vàng: Nhớ thu Hà Nội vào ngày 12 tháng 8 năm 2017, Hồng Nhung trình bày ba bài hát thuộc album sắp phát hành là "Đêm nằm mơ phố", "Phố cổ" và "Cây vĩ cầm". Sau khi album được phát hành, Hồng Nhung tiếp tục biểu diễn các bài hát trong album tại nhiều đêm nhạc lớn có chủ đề Hà Nội cũng như trong các buổi diễn phòng trà nhỏ. Cô biểu diễn hai bài hát "Về với đông" và "Phố à phố ơi" tại đêm nhạc Hà Nội, ngày... tháng... năm... – Những thanh xuân rực rỡ vào ngày 28 tháng 11 năm 2018 tại Hà Nội, dù trước đó đã phải nhập viện vì suy nhược cơ thể và khàn tiếng.

## Đánh giá chuyên môn
Album nhận được đánh giá tích cực từ giới chuyên môn. Hoàng Thi từ VnExpress nhận định: "Phải thật rảnh, bởi nếu vội vàng, bạn không nhận ra trong mỗi bài hát là một câu chuyện. Phải thật rảnh mới cảm nhận được những lời hát vang lên từ một trái tim yêu Hà Nội tha thiết. Rảnh để ngấm ca từ, giai điệu cùng những thông điệp trong âm nhạc của Hồng Nhung."

## Giải thưởng
Phố à, phố ơi... nhận được một đề cử giải Âm nhạc Cống hiến lần thứ 14 cho hạng mục Album của năm. Trước đó, đêm nhạc quảng bá Phố à phố ơi... Bống à Bống ơi! được diễn ra vào tháng 12 năm 2015 tại Hà Nội cũng nhận được đề cử giải Âm nhạc Cống hiến lần thứ 12 cho Chương trình của năm.
| Giải thưởng                   | Năm  | Hạng mục      | Kết quả | Nguồn  |
| ----------------------------- | ---- | ------------- | ------- | ------ |
| Giải thưởng Âm nhạc Cống hiến | 2018 | Album của năm | Đề cử   | [ 25 ] |

## Danh sách bài hát
| Phố à, phố ơi... | Phố à, phố ơi...           | Phố à, phố ơi...                       | Phố à, phố ơi... |
| STT              | Nhan đề                    | Sáng tác                               | Thời lượng       |
| ---------------- | -------------------------- | -------------------------------------- | ---------------- |
| 1.               | "Tôi xưa nay Hà Nội"       | Hồng Nhung, Vũ Cát Tường               | 4:30             |
| 2.               | "Phố à phố ơi"             | Lưu Hà An                              | 7:16             |
| 3.               | "Về với đông"              | Vũ Minh Tâm                            | 4:37             |
| 4.               | "Giấc mơ tôi (My Dream)"   | Hồng Nhung                             | 6:24             |
| 5.               | "Cây bàng của cha"         | Lưu Hà An                              | 6:00             |
| 6.               | "Cây vỹ cầm"               | Lê Yến Hoa                             | 4:35             |
| 7.               | "Phố cổ"                   | Nguyễn Duy Hùng                        | 5:02             |
| 8.               | "Đêm nằm mơ phố"           | Việt Anh                               | 5:43             |
| 9.               | "Phố thu"                  | Vũ Minh Tâm                            | 5:01             |
| 10.              | "Lời thú tội (Confession)" | Dương Khắc Linh, Thanh Bùi, Hồng Nhung | 3:47             |
| 11.              | "Thư Hà Nội"               | Nguyễn Vĩnh Tiến                       | 5:02             |
| Tổng thời lượng: | Tổng thời lượng:           | Tổng thời lượng:                       | 57:57            |